# Айнтрахт (стадион)
«Айнтрахт» (нем. Eintracht-Stadion) — многоцелевой стадион, расположенный в немецком городе Брауншвейг (федеральная земля Нижняя Саксония). Возведён в 1922—1923 годах. В настоящее время преимущественно используется для проведения футбольных матчей, являясь домашней ареной для одноименной местной команды и вмещая 23 325 зрителей.

## Краткий обзор арены
Вплоть до начала 1920-х годов «Айнтрахт» проводил свои домашние матчи на арене «Спортплац-ан-дер-Хельмштедтер-штрассе», которая вмещала 3000 человек.
Нараставшая потребность в более крупном стадионе привела к строительству в 1923 году стадиона «Айнтрахт», расположенного на улице Гамбургерштрассе в северной части города, одной из главных магистралей Брауншвейга. Новый стадион был торжественно открыт 17 июня 1923 года товарищеским матчем против «Нюрнберга».
В 1955 году на стадионе «Айнтрахт» состоялся финал Кубка Германии между командами «Карлсруэ» и «Шальке 04». «Карлсруэ» выиграл матч со счетом 3:2.
Первоначально стадион вмещал до 24 000 человек, однако с образованием в 1963 году Немецкой Бундеслиги вместимость поля была увеличена до 38 000 зрителей.
В 1981 году серьезные финансовые трудности вынудили клуб продать стадион властям города. Впоследствии официальное название стадиона было изменено на Städtisches Stadion an der Hamburger Straße («Муниципальный стадион Гамбургерштрассе»).
Стадион был вновь реконструирован в 1995 году, в результате чего его вместимость сократилась до 25 000 человек.
В 2008 году группа местных компаний выкупила у руководства города права на название стадиона и вернула ему его историческое название «Айнтрахт-штадион».
В период с 2009 по 2010 годы северная трибуна арены была снабжена крышей и существенно расширена. С 2011 по 2013 годы стадион снова подвергся реконструкции, на этот раз была модернизирована главная трибуна. Официальная вместимость стадиона была затем сокращена с 25 540 до 24 406 человек.

## Легкая атлетика
На стадионе предусмотрена возможность проведения соревнований по лёгкой атлетике. «Айнтрахт» в настоящее время является одним из немногих футбольных стадионов в Германии, на котором сохранились беговые дорожки. Арена принимала национальный чемпионат Германии по легкой атлетике в 2000, 2004 и 2010 годах. В 2014 году на стадионе в Брауншвейге прошел командный чемпионат Европы.

## Другие мероприятия
С 1998 года стадион «Айнтрахт» также используется в качестве концертной площадки под открытым небом. Первый концерт на арене был дан итальянским певцом Эросом Рамацотти 3 июня 1998 года.